# Лангенталь
Лангенталь (нім. Langenthal) — місто в Швейцарії в кантоні Берн, адміністративний округ Верхнє Ааргау.

## Географія
Місто розташоване на відстані близько 40 км на північний схід від Берна.
Лангенталь має площу 21,1 км², з яких на 25,3 % дозволяється будівництво (житлове та будівництво доріг), 38,2 % використовуються в сільськогосподарських цілях, 36,3 % зайнято лісами, 0,2 % не є продуктивними (річки, льодовики або гори).

## Історія
Лангенталь вперше згадується в 861 році, як Лангатун. У 12 столітті Лангенталь належав до території лордів Лангенштейна. Згодом тут було створено абатство до якого перейшли землі Лангенштейнів. У 1415 місто належить до Бернської республіки. Протягом наступного століття влада абатства послаблюється, але продовжувала збирати десятини і призначати сільського священника, поки Берн не купив ці права в 1808 році. У 1571 в місті діє два ринки. У 1640 стає центром виробництвом та експорту білизни у Францію, Італію, Іспанію та Португалію.
Наприкінці XVIII століття в місті відкрили пивоварню, з'явились кам'яні мости, нові житлові будинки. Влада міста підтримала Гельветійську республіку.
У 1857 відкрито залізничне сполучення, що дало поштовх до промислового розвитку міста. На початку XX століття стає центром виробництва порцеляни.

## Демографія
2019 року в місті мешкало 16 066 осіб (+4,7 % порівняно з 2010 роком), іноземців було 23,5 %. Густота населення становила 760 осіб/км².
За віковим діапазоном населення розподілялося таким чином: 19,3 % — особи молодші 20 років, 59,6 % — особи у віці 20—64 років, 21,1 % — особи у віці 65 років та старші. Було 7399 помешкань (у середньому 2,1 особи в помешканні).
Із загальної кількості 12 629 працюючих 116 було зайнятих в первинному секторі, 3689 — в обробній промисловості, 8824 — в галузі послуг.
Популяція населення на графіку:

## Спорт
У місті базується хокейна команда Лангенталь.

## Відомі уродженці
- Голліґер Гайнц — швейцарський композитор.